# 主体号
主体号是朝鲜民主主义人民共和国铁道省的一對电力动车组，分別製造於1978年與1982年，每編組四輛車，由朝鮮民主主義人民共和國鐵道省使用。

## 簡介
戰前韓國的金剛山電氣鐵道即已使用電力動力客車， 不過這些車輛毀於韓戰。 嗣後多年未有電力動力客車出現。後來平壤地鐵在1973年開通，加上全世界對高速電力火車的注意（例如1964開始營運的日本新幹線 和1974年蘇聯鐵路推出的ER200型列車， 使得朝鮮鐵道省開始開發電聯車，並於1978年3月3日，作為兩百日作戰的一部份，在金鍾泰工廠推出了朝鮮第一個電聯車——主體號電聯車。 外觀上這組四節車廂的列車與當時日本國鐵行駛回音號列車的181型電聯車略有相似之處；但雖然北韓的所有電氣化路線均採 3000伏特直流電源，但本型車卻可採兩種電力供應系統，或許是為了未來在韓國使用 25 kV 交流電氣化路線。
金日成將本型車命名為「主體」，以紀念金鍾泰機車廠工人所付出的心血。第二編組 4 輛車製造於 1982 年，以慶祝金日成 70 歲生日。

## 營運
其中一組車經過更新與重新塗裝为青色和白色後，於 1998 年 6 月 23 日用於平罗线平壤與裴山店之間，作為科學工作者的通勤列車； 38公里的路程表定需要一小時完成。

## 紀念郵票
於1987 年 4 月 30 日發行了印有本型車圖案的郵票。